# Sculpture sur bois de Konjic
La sculpture sur bois de Konjic, en Bosnie-Herzégovine, se réalise à la main. Elle est pratiquée à Konjic, dans le reste de la Bosnie-Herzégovine et dans d'autres pays par les membres de la diaspora. En 2017, l'UNESCO l'inscrit sur la liste représentative du patrimoine culturel immatériel de l'humanité. 

## Pratique
La sculpture sur bois est pratiquée à Konjic depuis « longtemps », d'après le descriptif de l'UNESCO. Les pièces de mobilier, intérieurs et objets décoratifs, sculptés à la main, sont reconnaissables, toujours d'après ce descriptif. Elle est pratiquée par des membres de différentes ethnies et religions. Artisans professionnels et amateurs fabriquent des pièces. Le mode de transmission est intergénérationnel ou en apprentissage, dans le cadre professionnel. 
Après la guerre en Bosnie-Herzégovine (1992-1995), cet art et artisanat reprend le même dynamisme qu'avant la dislocation de la Yougoslavie. La designeuse suédoise Monica Förster, invitée à dessiner des meubles par une entreprise locale, accepte. D'après un article du Monde, la notoriété de ces techniques artisanales dans le monde est faible. 

## Reconnaissance
En 2017, elle intègre la liste représentative du patrimoine culturel immatériel de l'humanité. Dans la description que publie l'UNESCO, il est écrit que cette pratique artistique, « économiquement viable et écologiquement durable », « confère élégance et charme » aux intérieurs. En outre, elle est décrite comme à l'origine d'une cohésion et d'une identité culturelle, et favorise le dialogue.